# 추가 접종

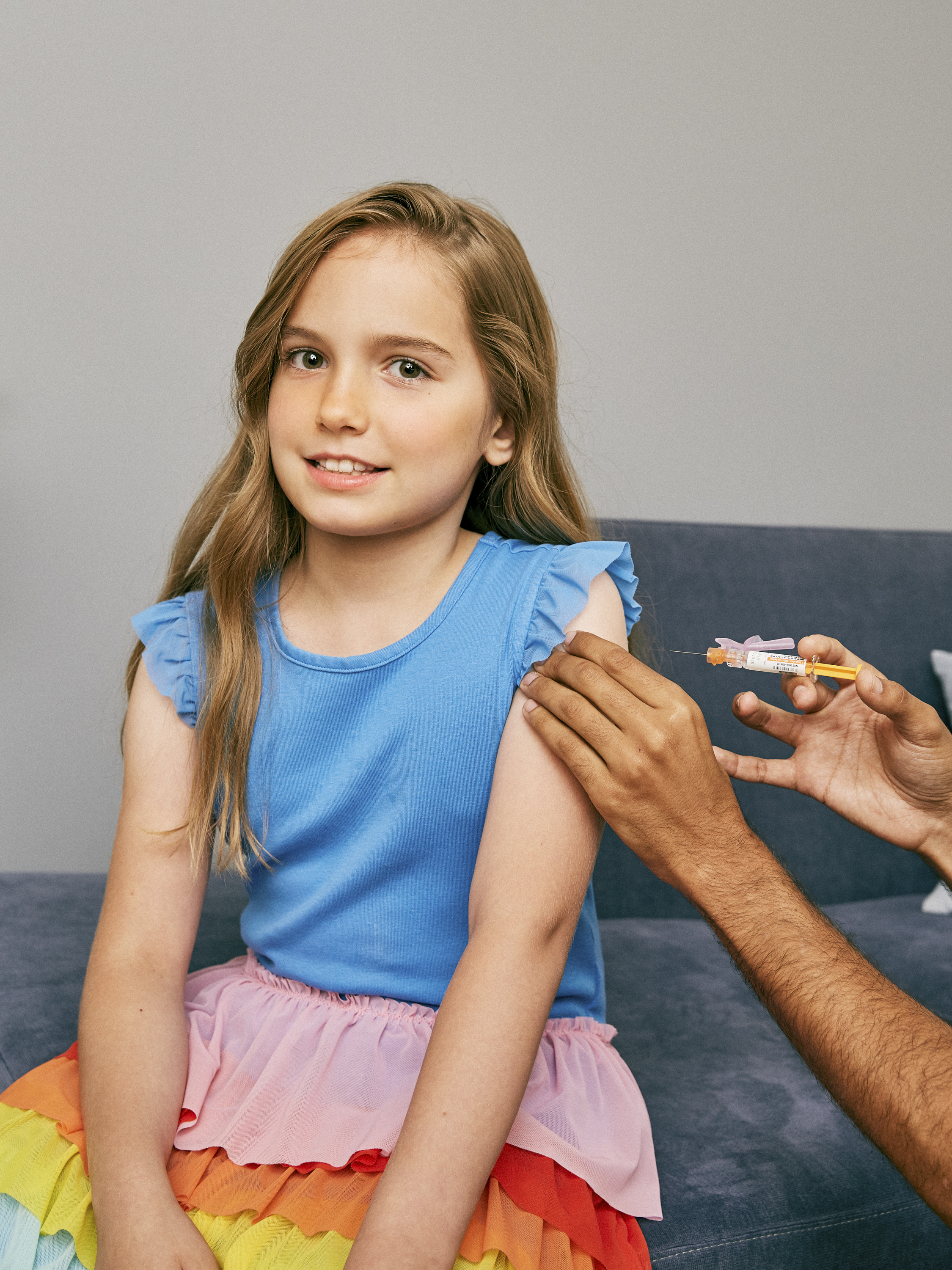
상완 삼각근에 예방 접종을 맞는 모습

추가 접종 혹은 추가 주사(영어: booster injection)는 일차 접종 후 백신을 추가로 더 접종하는 것이다. 이를 통해 면역 항원에 다시 노출시킴으로써 항원에 대한 면역 기억력이 쇠퇴하기 전 그 항원에 대한 면역력을 다시 높일 수 있다. 일례로 파상풍 백신은 10년마다 접종할 것이 권장되는데, 이는 10년을 주기로 파상풍에 특화된 기억세포가 기능을 잃거나 세포자살을 하기 때문이다.
1차 접종 이후의 추가 접종 여부는 여러 요소들을 고려해 평가한다. 그중 가장 대표적인 것이 1차 투여로부터 몇 년 후 특정 항체 수준을 측정하는 것이다. 면역계가 이 항원을 정상적으로 기억하고 있다면, 항원을 인식하고 얼마 지나지 않아 항체가 왕성히 생성되어야한다. 만일 이 반응이 정상적으로 이루어진다면 추가 접종은 불필요하다. 이외에도 1차 백신이 투여된 일정 시간이 지난 후 해당 항원에 대한 활성 B세포와 T세포의 활동을 측정하거나, 백신 접종 인구에서의 유병률을 판단할 수도 있다.
만일 항체 형성에 이상이 없는 환자가 추가 접종을 맞는다면 아르투스 반응이 일어날 수 있다. 이는 높은 농도의 IgG 항체에 의해 유발된 국소적 IgG 과민반응으로, 염증이 발생할 수도 있다. 이렇게 발생한 염증은 일반적으로 며칠 안에 자연스레 사라지긴 하지만, 1차 접종에서 추가 접종 사이에 기간을 조금 더 두면 예방할 수 있다.
왜 A, B형 간염 백신처럼 어떤 백신은 평생동안 효과가 지속되는 반면, 파상풍 백신처럼 어떤 백신들은 추가 접종이 필요한지는 아직 명확하게 밝혀지지 않았다. 가설 중 하나는 신체가 1차 접종을 통해 면역체계를 굉장히 빠른 속도로 형성시킨 경우에는 면역기억이 충분히 발달될 시간을 갖지 못하기 때문에 기억세포가 평생동안 유지되지 못한다는 것이다. 접종 후 면역계의 초기 형성 이후 기억 보조 T세포와 B세포는 배중심에서 세포 분열을 거의 하지 않기 때문에 일정한 수준으로 유지된다. 결국 기억세포의 수는 천천히 줄어들기 때문에 그 수를 다시 늘려주기 위해 추가 접종을 접종하는 것이다.

## 코로나19
기존 기준보다 추가 접종을 더 실시할 경우 부스터샷이라 한다. 미국 질병통제예방센터는 2021년 여름 면역결핍자들을 대상으로 추가 접종을 실시했고, 당초 2021년 9월부터 이차 접종으로부터 8개월이 지난 성인도 삼차 접종할 계획이었다. 장기 백신 효능과 델타 변종에 대한 추가 데이터가 밝혀지고, 바이든 대통령과 나프탈리 베네트 이스라엘 총리가 2021년 8월 27일 이스라엘에서 이미 실시한 추가 접종 프로그램에 대해 논의한 후 6개월에서 5개월 사이로 기간을 늘릴 것으로 예측된다.
2021년 9월에는 영국이 50대 이상과 취약계층에게 화이자 백신을 1회 더 접종할 것을 권고했다.